# كينيث فوربس
كينيث فوربس هو رسام وضابط كندي، ولد في 4 يوليو 1892 في تورونتو في كندا، وتوفي بنفس المكان في 1980.